# 毛紫薇
毛紫薇（学名：Lagerstroemia villosa）为千屈菜科紫薇属下的一个种。

## 扩展阅读
- 維基物種上的相關：毛紫薇